# Vertriebenenverband
Vertriebenenverband (lze přeložit jako sdružení odsunutých (vyhnaných, vysídlených)), je organizace německých vysídlenců, odsunutých dle Postupimských dohod z vlasti jako důsledek druhé světové války. Sdružení jsou zastoupeny v zastřešovací organizaci Spolku vyhnaných (BdV) příp. v rakouském prostředí Svaz německého krajanského sdružení Rakouska (VLÖ).
Krajanská sdružení vysídlených z vlasti nemají žádnou[zdroj?] spojitost se Studentenverbindung, které se rovněž nazývaly Landsmannschaften.

## ČlenovéBdV
- Deutsch-Baltische Gesellschaft
- Landsmannschaft der Banater Schwaben
- Landsmannschaft Berlin-Mark Brandenburg
- Bessarabiendeutscher Verein
- Landsmannschaft der Buchenlanddeutschen
- Bund der Danziger
- Landsmannschaft der Donauschwaben (Bundesverband)
- Karpatendeutsche Landsmannschaft Slowakei
- Landsmannschaft der Deutschen aus Litauen
- Landsmannschaft der Oberschlesier
- Landsmannschaft Ostpreußen
- Pommersche Landsmannschaft
- Landsmannschaft der Deutschen aus Russland
- Landsmannschaft der Sathmarer Schwaben in der Bundesrepublik Deutschland
- Landsmannschaft Schlesien (Nieder- und Oberschlesien)
- Verband der Siebenbürger Sachsen in Deutschland
- Sudetendeutsche Landsmannschaft (Bundesverband)
- Landsmannschaft der Deutschen aus Ungarn
- Landsmannschaft Weichsel-Warthe (Bundesverband)
- Landsmannschaft Westpreußen

Landsmannschaft der Dobrudscha- und Bulgariendeutschen ukončil svoji činnost na podzim 2009 a jeho členové přešli do Bessarabiendeutschen Verein.

## ČlenovéVLÖ
- Sudetendeutsche Landsmannschaft in Österreich
- Donauschwäbische Arbeitsgemeinschaft
- Bundesverband der Siebenbürger Sachsen in Österreich
- Landsmannschaft der Buchenlanddeutschen in Österreich
- Verband der Banater Schwaben Österreichs
- Landsmannschaft der Deutsch-Untersteirer in Österreich
- Karpatendeutsche Landsmannschaft in Österreich
- Österreichischer Heimatbund Beskidenland